# Rejon łouchski

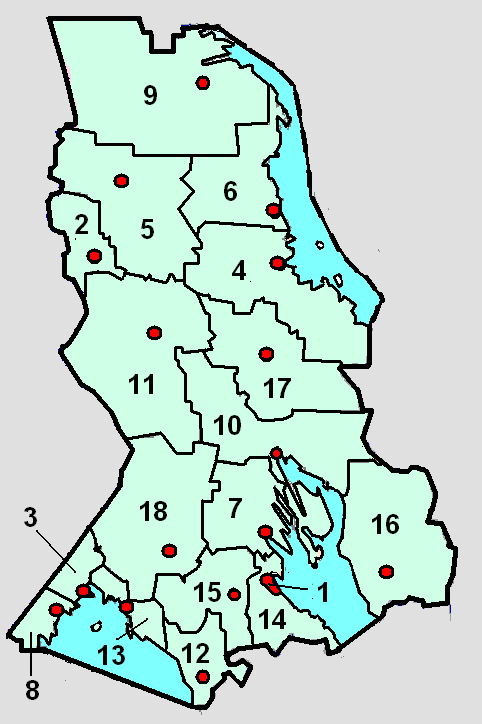
Podział administracyjny Karelii. Rejon łouchski oznaczony numerem 9.
Czerwony punkt na terenie rejonu pokazuje lokalizację ośrodka administracyjnego

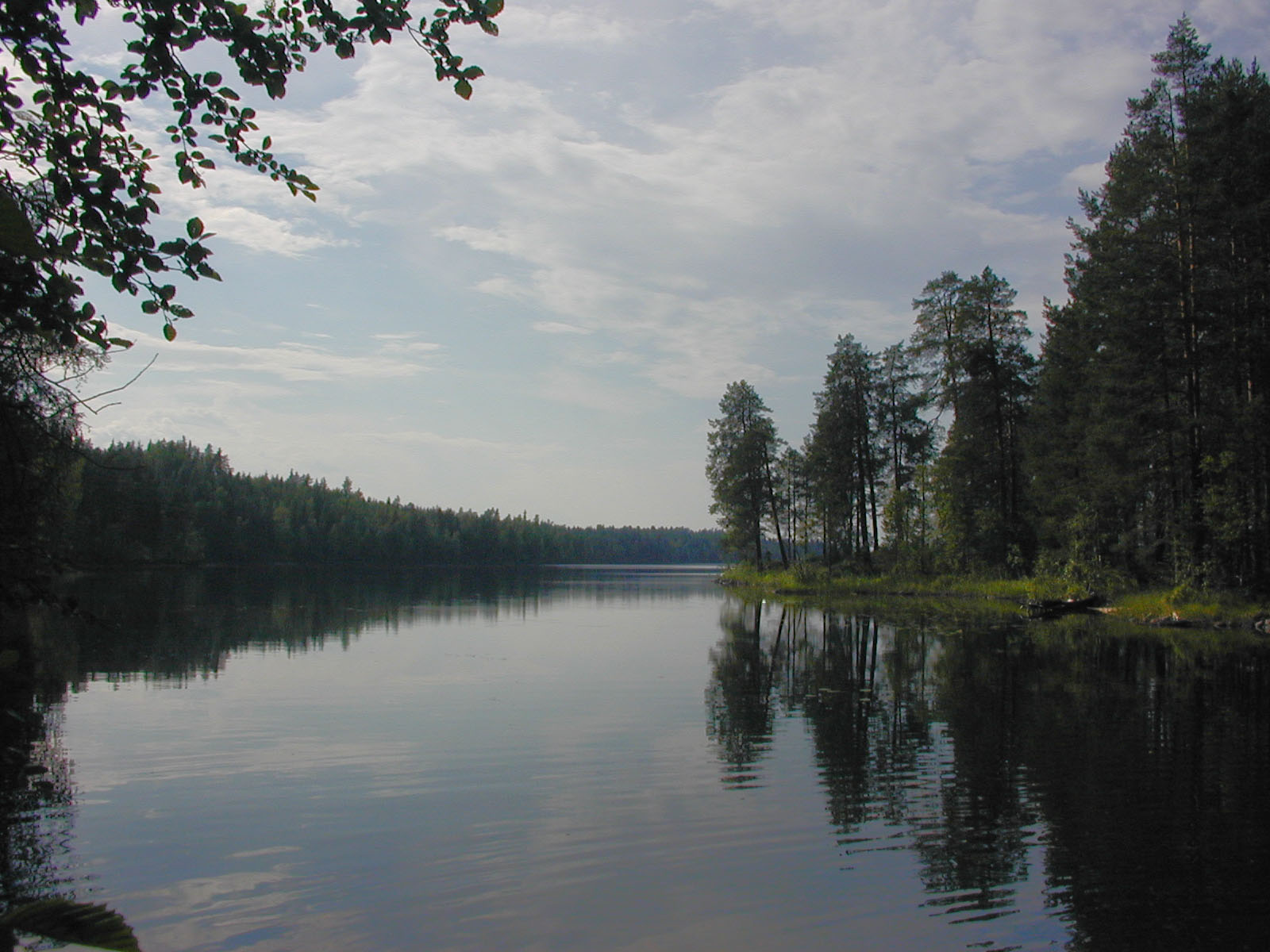
karelskie jezioro

Rejon łouchski (ros. Лоухский район) – rejon w północno-zachodniej Rosji, wchodzący w skład rosyjskiej Republiki Karelii.

## Położenie
Rejon łouchski jest najbardziej na północ wysuniętym rejonem Karelii. Wschodnie krańce rejonu położone są nad Morzem Białym, zaś do zachodu rejon graniczy z Finlandią.

## Powierzchnia
Rejon ma powierzchnię ok. 22,5 tys. km²; blisko połowę tego obszaru (10.330 km²) stanowią ziemie wchodzące w skład położonego na terenie rejonu Parku Narodowego „Paanajarwi”. Znajduje się tu też część Rezerwatu Kandałakszańskiego.
Większość obszaru stanowi równina, na zachodzie przechodząca w wyżynę. Teren rejonu pokrywają sosnowe lasy tajgi. Na obszarze jednostki administracyjnej znajdują liczne rzeki i jeziora, spośród których największymi są Piaoziero i Topoziero. Dużą część powierzchni rejonu pokrywają rozległe torfowiska i bagna.

## Ludność
Rejon zamieszkany jest przez 19.036 osób (2005 r.), głównie Rosjan, a także przez rdzennych mieszkańców Karelii – Karelów. Kilkuprocentowy udział w populacji mają też dwie inne napływowe nacje: Ukraińcy i Białorusini.
Karelowie stanowią zdecydowaną większość na obszarach wiejskich, natomiast w ośrodkach typu miejskiego dominują Rosjanie i inni osadnicy spoza Karelii.
7.025 osób zamieszkuje na wsiach, stąd ludność ośrodków typu miejskiego stanowi blisko 64% populacji.

## Miasta i stolica
Na terenie rejonu jest znajdują się 3 osiedla typu miejskiego, jednak żaden z nich nie posiada praw miejskich.
Ośrodkiem administracyjnym jest miasteczko Łouchi, liczące 5.646 mieszkańców (2005 r.), oprócz niego osadami typu miejskiego są jeszcze Czupa (3.793 mieszkańców) i Piaoziorskij (2.572 mieszkańców).

## Gospodarka
Gospodarka rejonu, podobnie jak gospodarka całej Karelii po rozpadzie ZSRR pogrążona jest w kryzysie.
Podstawowymi źródłami utrzymania dla mieszkańców rejonu jest pozyskiwanie drewna dla potrzeb przemysłu i chów zwierząt, a także myślistwo i rybołówstwo. W większych ośrodkach osadniczych znajduje się drobny przemysł drzewny i celulozowo-papierniczy, a także niewielkie zakłady przemysłu spożywczego (jak piekarnie czy masarnie), produkujące na rynek lokalny.
Uprawa roli z powodów klimatycznych nie odgrywa prawie znaczenia, uprawiane są w bardzo niewielkich ilościach, dla zaspokojenia części lokalnych potrzeb jedynie odporne na złe warunki, szybko rosnące warzywa.
Duże znaczenie odgrywa rybołówstwo, zarówno śródlądowe, mające korzystne warunki do rozwoju, z uwagi na obfitość rzek i jezior, jak i morskie.
W ostatnich latach lokalne władze starają się wykorzystać turystyczne walory rejonu, w celu wypromowania tego obszaru jako atrakcyjnego miejsca na turystycznej mapie północno-zachodniej Rosji. Głównym atutem turystycznym ma być Park Narodowy Paanajarvi, jednak z powodu niekorzystnego klimatu i trudności z dojazdem park odwiedza jedynie ok. 2,5 tys. osób rocznie.

## Klimat
Na terenie rejonu panuje klimat umiarkowany chłodny, przejściowy pomiędzy morskim a kontynentalnym.
Średnia roczna temperatura powietrza wynosi ok. 1°. Średnia temperatura najchłodniejszego miesiąca – lutego wynosi od -11 °C na wybrzeżu do -13 °C i poniżej w rejonie fińskiej granicy, zaś najcieplejszego – czerwca – ok. +15 °C. Okres bez przymrozków wynosi ok. 100 – 120 dni.
W rejonie notuje się wysoki poziom opadów (520 mm), głównie w postaci deszczu, których największe nasilenie ma miejsce w sierpniu. Zalegająca zimą pokrywa śnieżna osiąga grubość 70 – 80 cm.